# Alexij (Novosjolov)
Alexij (světským jménem: Alexandr Alexandrovič Novosjolov; 17. listopadu 1813 – 26. února 1880, Moskva) byl ruský duchovní Ruské pravoslavné církve a biskup jekatěrinoslavský a taganrogský.

## Život
Narodil se 17. listopadu 1813 ve Tverské gubernii v rodině diákona.
Studoval na Tverském duchovním semináři a poté na Kyjevské duchovní akademii. Dne 27. srpna 1841 se stal učitelem na Poltavském duchovním semináři.
Dne 30. září 1846 začal přednášet na Tverském duchovním semináři.
Dne 25. dubna 1848 byl postřižen na monacha se jménem Alexij a 4. července byl rukopoložen na jeromonacha.
Od 22. dubna 1848 byl inspektorem Podolského duchovního semináře.
Dne 9. srpna 1853 byl povýšen na archimandritu.
Dne 29. října 1856 se stal rektorem Podolského duchovního semináře a představeným Kameněckého monastýru Svaté Trojice.
V letech 1858–1860 byl představeným Blagověščenského monastýru v Muromu.
Od 10. května 1860 působil jako rektor Vladimirského duchovního semináře.
Dne 17. ledna 1867 jej Nejsvětější synod zvolil biskupem tomským a semipalatinským. Dne 12. března 1867 proběhla jeho biskupská chirotonie.
Jako biskup zařídil obnovu katedrálního chrámu Svaté Trojice a zvýšil platy učitelů seminářů a duchovních učilišť tomské eparchie.
Dne 21. srpna 1868 byl ustanoven biskupem jekatěrinoslavským a taganrogským.
Dne 23. června 1871 byl z důvodu nemoci odvolán ze správy eparchie a jmenován členem Moskevského synodního úřadu.
Zemřel 26. února 1880 v Donském monastýru, kde byl také pohřben.